# 32815 Mitsufumi
32815 Mitsufumi è un asteroide della fascia principale interna. Scoperto nel 1991, presenta un'orbita caratterizzata da un semiasse maggiore pari a 2,431266 UA e da un'eccentricità di 0,126066, inclinata di 3,347121° rispetto all'eclittica. Ha un diametro di 6,983 km e un'albedo di 0,061.
Appartiene alla famiglia di asteroidi Nysa.
Mitsufumi Nishimura è uno specialista nella progettazione di telescopi astronomici. È stato uno dei progettisti dei telescopi da 1 m e 6,5 m installati presso l'Osservatorio di Atacama dell'Università di Tokyo in Cile, completati nell'aprile 2024.